# Síncope (música)
Sincopa, também conhecida como síncope em música, é uma figura rítmica caracterizada pela execução de som em um tempo fraco, ou parte fraca de tempo que se prolonga até o tempo forte.
Não confunda, sincopa é diferente de síncope, síncope se refere à medicina, à literatura, sincopa se refere à música.
A "síncope" é um termo mais amplo que pode ser utilizado em diferentes contextos, como medicina e literatura, enquanto a "sincopa" é um termo mais específico utilizado na música para descrever um deslocamento rítmico.
Muitas vezes nas músicas temos um efeito de deslocamento natural da acentuação, ou seja, o tempo forte, primeiro tempo do compasso, é preenchido por pausa (silêncio) ou então temos um prolongamento do som anterior. Convém lembrar que todo tempo (pulso) possui uma parte forte e outra(s) fraca(s). A parte forte de um pulso é exatamente o momento em que a marcação do tempo é feita. A duração restante do tempo constitui a parte fraca. Portanto, este deslocamento pode ser feito em qualquer um dos tempos do compasso. Ele pode assumir duas formas principais:
```
Sincopa
 - Elemento rítmico que consiste no deslocamento da acentuação da parte fraca do tempo para a parte forte do tempo.
```

```
Contratempo
 - quando a nota soa em tempo fraco, ou parte fraca de tempo, sendo antecedida, isto é, tendo no tempo forte ou na parte forte do tempo, uma pausa.
```

Diversos gêneros musicais possuem síncopes no seu ritmo básico, tais como o samba, reggae e diversos ritmos latinos.